# Messier 70
Messier 70 (M70) även känd som NGC 4590 är en klotformig stjärnhop i stjärnbilden Skytten. Den upptäcktes 1780 av Charles Messier.Den välkända kometen Hale–Bopp upptäcktes nära denna stjärnhop 1995.

## Egenskaper
Messier 70 befinner sig omkring 29 400 ljusår bort från jorden och omkring 6 500 ljusår från Vintergatans centrum. Den är ungefär lika stor och har samma luminositet som sin granne i rymden, M69. Messier 70 har en mycket liten kärnradie på 0,22 ljusår och en halvljusradie på 182,0 ljusår. Hopen har genomgått kärnkollaps, vilket gör den centralt koncentrerad med luminositetsfördelning enligt en potenslag.
Det finns två distinkta populationer av stjärnor i Messier 70, där var och en visar unika överskott. Dessa representerar sannolikt olika generationer av stjärnor. Fem kända variabla stjärnor ligger inom stjärnhopens bredaste radie, tidvattenradien, som alla är RR Lyrae-variabler. Hopen kan också ha två blå eftersläntrare nära kärnan.

## Galleri

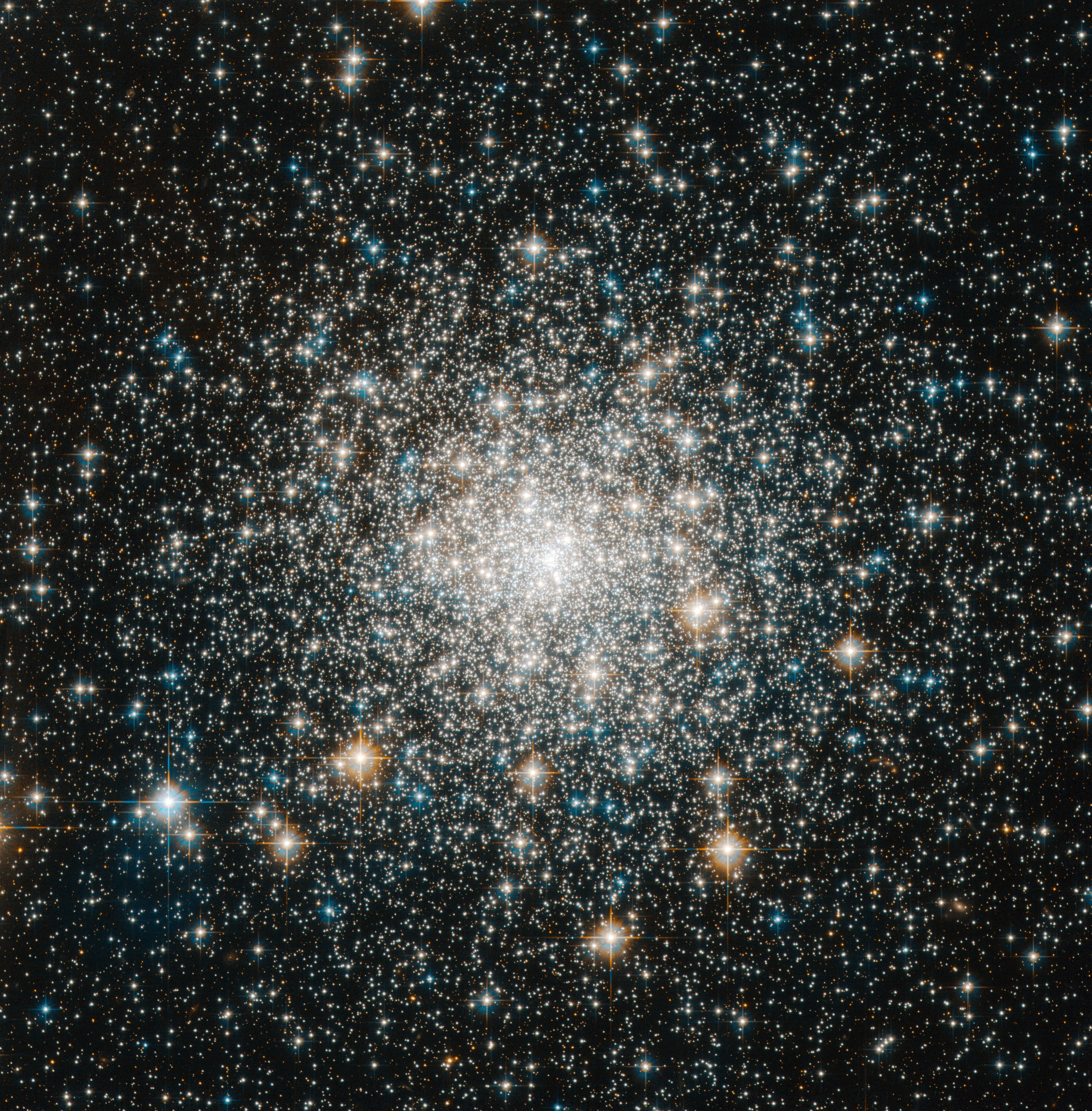
Bild tagen med vidvinkelobjektivet på Hubble's Advanced Camera for Surveys. Vyns vidd är omkring 3,3 x 3,3 bågminuter.
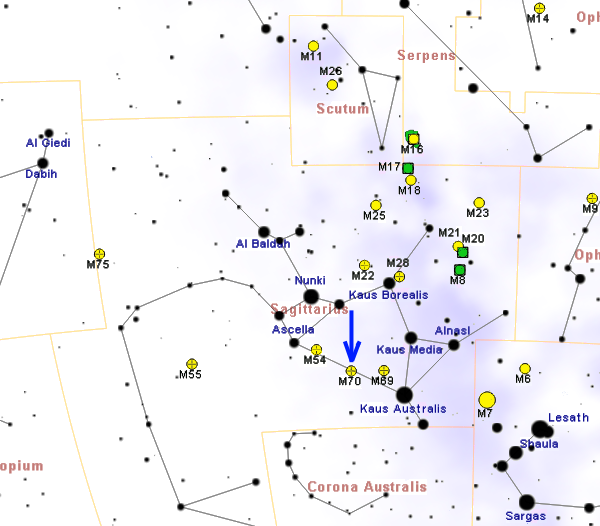
Karta med position för M70, mot en konventionell (sydlig) horisont, (Roberto Mura).